# Santuario dell'Orice d'Arabia
Il santuario dell'Orice d'Arabia è un santuario animale situato nel deserto centrale dell'Oman e sulle colline costiere. All'interno del parco si possono trovare animali rari, tra cui mandrie selvatiche di orici d'Arabia, la prima dopo l'estinzione dalla vita selvatica di questa specie, e della successiva reintroduzione proprio in quest'area nel 1982.
La specie a rischio estinzione dell'ubara, una specie di gruiforme, è presente solo in questo luogo. Tra le altre specie si ricordano quelle a rischio della gazella arabica, dello stambecco della Nubia, del lupo arabo, del tasso del miele e del caracal.
Il 28 giugno 2007 la riserva divenne il primo sito ad essere tolto dai patrimoni dell'umanità. L'UNESCO, motivando la propria decisione, citò la scelta del governo dell'Oman di restringere l'area del parco del 90% e di ridurre, contemporaneamente, la popolazione di orici d'Arabia dai 450 esemplari del 1996 ai 65 attuali. Oggi sopravvivono solo quattro coppie di questa specie in età di accoppiamento.